# Wendy Haas
Wendy Haas Mull (* 2. August 1949) ist eine amerikanische Fusionmusikerin (Keyboard, Gesang und Komposition).

## Werdegang
Haas, die in Kalifornien aufwuchs und zwei Jahre Klavierunterricht absolvierte, spielte seit 1964 in lokalen Bands in San Francisco. Dort befreundete sie sich mit Michael Shrieve, durch den sie Carlos Santana kennenlernte. Haas wirkte als Pianistin am Album Caravanserai mit und sang auf dem Album Welcome. Dann gehörte Haas zu der Latinfusion-Band Azteca, die zwei Alben bei Columbia herausbrachte und mit Stevie Wonder in Nordamerika tourte. Sie spielte zudem in der Frauenband Fanny. 1978 gehörte sie neben Santana, Herbie Hancock, Greg Errico und Lee Oskar zur Besetzung von Giants, die ein gleichnamiges Album für Jerry Goldstein einspielten. Haas ist auch auf Alben von Lee Oskar, Shigeru Suzuki, Lee Garrett, Kenny Rankin und Melissa Manchester zu hören und  mit Alice Cooper, Boz Scaggs, Kiki Dee sowie Spencer Davis aufgetreten. 
1982 heiratete sie den Komiker Martin Mull, mit dem sie eine Tochter hat. Seither tritt sie nur noch gelegentlich auf, etwa 2007 bei dem Reunion-Konzert von Azteca. Als Wendy Mull hat sie die Musik für den Film The History of White People in America: Volume II verfasst; in dem Film Edie & Pen trat sie in einer Nebenrolle auf.